# Massamba Lô Sambou
Massamba Lô Sambou (* 17. September 1986, Kolda) ist ein senegalesischer ehemaliger Fußballspieler.

## Karriere

### Verein
Sambou stammt aus der Jugend der AS Monaco und gehört seit der Saison 2006/2007 zum Profikader. Er besitzt einen Vertrag bis 2009. In seinem ersten Profijahr brachte es Sambou auf vier Einsätze. In der Folgesaison kam er auf zwölf Einsätze und konnte seine ersten drei Tore in der Ligue 1 erzielen. Nach nur vier absolvierten Partien im Folgejahr entschieden die AS-Verantwortlichen, ihn an den Aufsteiger Le Havre AC auszuleihen. Dort sollte Sambou Spielpraxis und Erfahrung sammeln. 2009, nach insgesamt 16 Spielen für Monaco, verließ er den Verein und erlebte eine Karriere mit vielen Stationen in Frankreich, Griechenland, Indien, Zypern, Andorra, Lettland, der Mongolei und Taiwan.

### Nationalmannschaft
Sambou bestritt 2007 ein Länderspiel für den Senegal.